# Auguste Wackenheim
Pour les articles homonymes, voir Wackenheim.
Auguste Wackenheim, né le 19 juillet 1925 à Haguenau (Bas-Rhin) et mort le 30 mars 1998, est un médecin, homme de lettres et artiste alsacien.

## Biographie

### Parcours de formation et professionnel
Auguste Wackenheim est un médecin radiologue français. Il est interne des hôpitaux, soutient en 1955 à Strasbourg une thèse de médecine intitulée Contribution à l'étude électroencéphalographique des syndromes endocriniens, et se spécialise en neuropsychiatrie. Il réussit l'agrégation de médecine en 1966, et devient professeur à la Faculté de médecine de Strasbourg (1979). En 1971, il est devenu chef du service de radiologie au CHU de Strasbourg, dirigeant l'un des premiers services de neuroradiologie français doté du scanner médical Densitome. Il est également le fondateur de la Société européenne de neuroradiologie (ESNR) en 1969, et du Collège d'enseignement post-universitaire de radiologie (CEPUR), en 1975.

### Un homme de lettres alsacien
Auguste Wackenheim est également écrivain et poète, fin connaisseur de la langue et de la culture alsaciennes. Il fonde en 1983 la Revue alsacienne de littérature, qu'il dirige jusqu'en 1996. Cette revue semestrielle, dont Claude Vigée est membre d'honneur, est trilingue (alsacien, français, allemand) et s'investit également dans des événements culturels régionaux. Auguste Wackenheim édite une Anthologie illustrée de la littérature dialectale alsacienne en 5 volumes, dont deux sont posthumes, rassemblant des textes littéraires du XVIIIe au XXe siècle.

### Hommages et distinctions
Il reçoit la médaille Boris Rajewski de l'association européenne de radiologie (EAR), la médaille Ziedses des Plantes en 1995 pour son œuvre scientifique radiologique et la Légion d'honneur en 1992. En 1979, il a reçu le bretzel d'or de l'humour alsacien, distinction décernée par l'Institut des arts et traditions populaires d'Alsace.
En 2014 une exposition à la Maison Interuniversitaire des Sciences de l'Homme - Alsace (MISHA) à Strasbourg présente une série de 80 œuvres originales d’Auguste Wackenheim sur le thème de la danse macabre.
Auguste Wackenheim est inhumé au cimetière Saint-Louis de Strasbourg (Robertsau).

## Sélection d'œuvres
- Neuroradiologie : radio-anatomie normale et pathologique du crâne, G. Doin et Cie, Paris, 1960
- Le bombardement de Strasbourg en 1870, Club Perspectives et réalités, Strasbourg, 197?
- Léo Schnug, W. Fischer, Strasbourg, 1971
- (gsw) Zunderschtzewerscht. 1, Krüt un Käs. Kritz un Kwär. Mischmasch. Kudelmudel. Kunderbund underenander, Association Culture alsacienne, Strasbourg, 1972
- (en) Roentgen Diagnosis of the Craniovertebral Region, Springer Verlag, Berlin, 1974
- (gsw) Zunderschtzewerscht. 2, : Kappeletz, Association Culture alsacienne, Strasbourg, 1975
- Rires et sourires en Alsace et ailleurs, Culture alsacienne, Strasbourg, 1976
- (gsw) Zunderschtzewerscht. 3. Gelackmaiert, Kappeletz, Association Culture alsacienne, Strasbourg, 1976
- (gsw) Flammekueche, Seba, Strasbourg, 1976
- Facéties alsaciennes, éd. des Dernières nouvelles d'Alsace, Strasbourg/Istra, 1977
- Neuroradiologie : crâne, rachis, cerveau, moelle, racines, Masson, Paris, New York, Barcelone, 1978
- (gsw) Fufzig G'schichtle un Gedichtle, Oberlin, Strasbourg, 1979
- « Le clin d'œil du Professeur Wackenheim à ses collaborateurs paramédicaux », in Journal de médecine de Strasbourg, 1991, vol 22, no 5
- (gsw) Elsaesser dodedànz (Danse macabre alsacienne), Le Verger, Illkirch, 1997 (compte-rendu par Francis Rapp, « Le recueil Elsässer Dodedànz d'Auguste Wackenheim », in Revue alsacienne de littérature, 2014, no 121, p. 8-27